# 40 Tauri
40 Tauri, eller V1133 Tauri, är en pulserande variabel av 53 Persei-typ (SPB) i Oxens stjärnbild.
40 Tau varierar mellan fotografisk magnitud +5,28 och 5,32 med en period av 1,53232423 dygn.